# 市立稚内病院
市立稚内病院（しりつわっかないびょういん）は、北海道稚内市にある病院（市区町村立病院）。

## 沿革
- 1959年（昭和34年）：北海道社会事業協会稚内病院と統合し、「市立稚内病院」開院[3]。
- 1962年（昭和37年）：精神科病棟増築[3]。
- 1971年（昭和46年）：院内保育所開所[3]。
- 1974年（昭和49年）：精神神経科病棟・隔離病棟新築。
- 1984年（昭和59年）：隣接地に新病院落成[3]。
- 1985年（昭和60年）：看護研修室・西病棟・食道・売店棟落成[3]。
- 1999年（平成11年）：デイケア棟増築[3]。
- 2002年（平成14年）：MRI・CT棟増築[3]。
- 2005年（平成17年）：透析棟落成[3]。
- 2006年（平成18年）：MEセンター開設[3]。

## 機関指定
| 救急告示病院（救急指定病院）               | へき地医療拠点病院                |
| 災害拠点病院                               | 地域センター病院                  |
| 精神保健指定病院                           | 第二種感染症指定医療機関          |
| 地域周産期母子医療センター                 | 母体保護法指定病院                |
| 健康保険指定病院                           | 国民健康保険指定病院              |
| 船員法指定病院                             | 老人保健法指定病院                |
| 原爆被爆者医療指定病院                     | 生活保護法指定病院                |
| 労災保険指定病院                           | 結核予防法指定病院                |
| 自立支援医療（更生医療・精神医療）指定病院 | 身体障害者福祉法指定病院          |
| 養育医療指定病院                           | 特定疾患治療研究事業取扱病院      |
| 小児慢性疾患医療給付取扱病院               | 医療的対応機能強化事業指定病院    |
| 臨床研修指定病院（基幹型）                 | 診断群分類包括評価（DPC）対象病院 |
| 小児救急医療拠点病院                       |                                   |

## 診療科等
診療科
- 内科
- 外科
- 小児科
- 整形外科
- 産婦人科
- 皮膚科
- 泌尿器科
- 眼科
- 耳鼻咽喉科
- 精神神経科
- 放射線科
- 臨床工学科
- 臨床検査科

部門
- 看護部
- 薬局
- 医療支援相談室
- 透析センター

## 施設認定
| 日本眼科学会専門医制度研修施設     | 日本外科学会外科専門医制度修練施設                       |
| 日本皮膚科学会認定専門医研修施設   | 日本泌尿器科学会専門医教育研修施設                       |
| 日本消化器外科学会専門医修練施設   | 日本周産期・新生児医学会専門医暫定研修施設               |
| 母体保護法研修施設                 | 日本消化器病学会認定施設                                 |
| 日本消化器内視鏡学会指導施設       | 日本臨床細胞学会認定施設                                 |
| 日本血液学会血液研修施設           | 日本内科学会教育関連施設                                 |
| 日本がん治療認定医機構認定研修施設 | 日本耳鼻咽喉科学会専門医研修施設                         |
| 日本整形外科学会専門医研修施設     | 日本精神神経学会精神科専門医研修施設                     |
| 日本臨床腫瘍学会認定研修施設       | 日本肝臓学会認定関連施設                                 |
| 総合診療専門研修認定施設           | 日本プライマリ・ケア連合学会新・家庭医療専門研修認定施設 |
| 日本病院総合診療医学会認定研修施設 | 日本地域医療学会地域総合診療専門医研修基幹施設           |
| 日本消化管学会指導連携施設         |                                                          |

## アクセス
北海道道106号稚内天塩線沿いに位置している。
- 宗谷バス「中央4丁目」バス停下車
- 北海道旅客鉄道（JR北海道）稚内駅が最寄駅

## 関連施設
- 附属診療所
  - 沼川診療所
  - 曲淵健康管理センター
  - 宗谷診療所
  - 上勇知診療所（旧北海道立上勇知診療所）

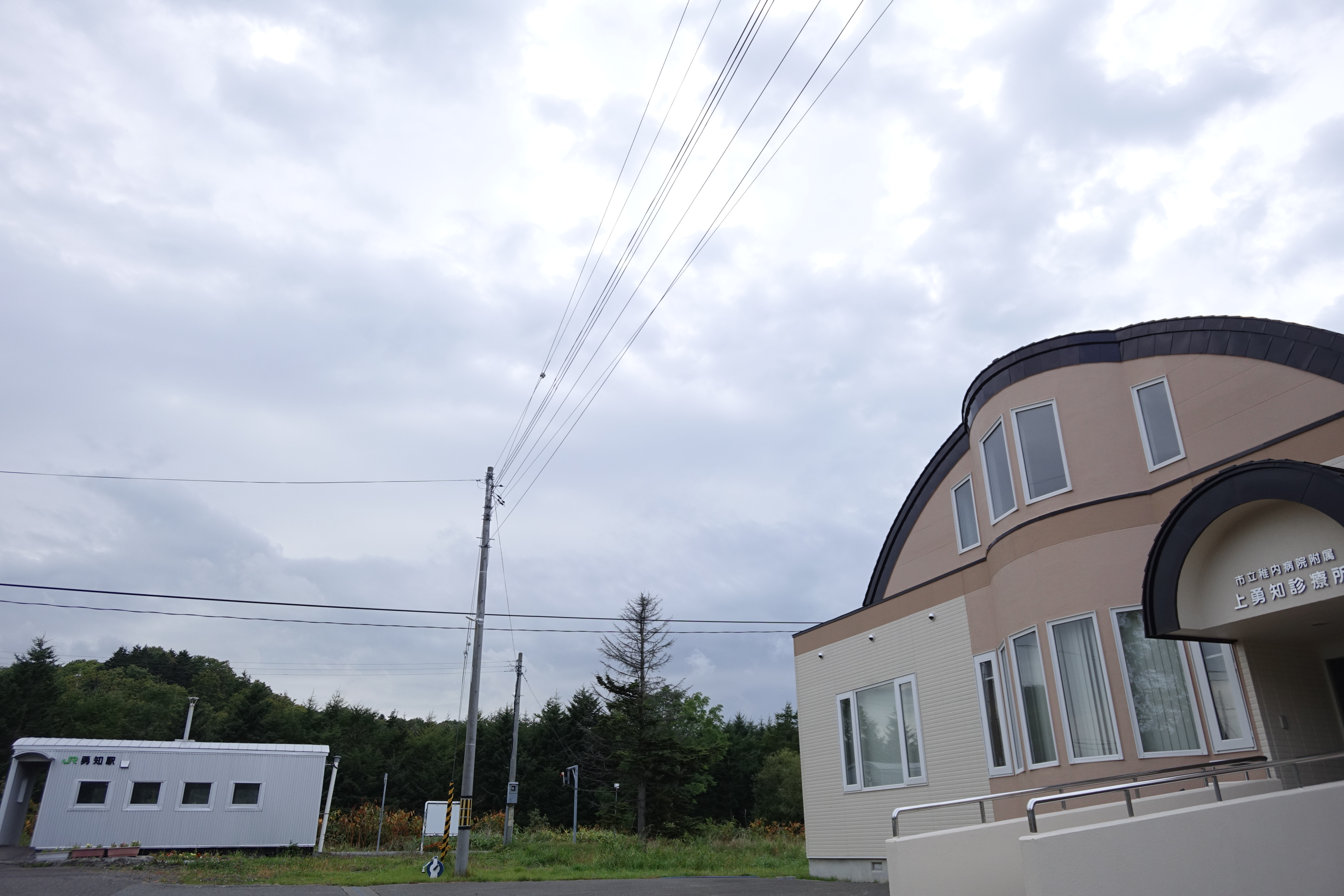
上勇知診療所（JR勇知駅前）

- 市立稚内こまどり病院（旧国立療養所稚内病院）